# تاو¹ بره
تاو¹ بره یک ستاره است که در صورت فلکی برج حمل قرار دارد.